# Petačinci
Pour le village bulgare, voir Bogoyna.

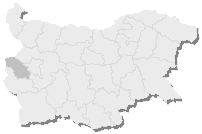
Localisation de la région de Pernik en Bulgarie

Petačinci (en serbe cyrillique : Петачинци ; en bulgare : Петачинци) connu aujourd'hui également en Bulgarie sous le nom de Bogoyna, Богойна, est un village autrefois bulgare, annexé partiellement selon le Traité de Neuilly en 1919 par la Serbie. Il est divisé aujourd'hui entre la Serbie (dans la municipalité de Dimitrovgrad, district de Pirot) et la Bulgarie (dans la municipalité de Tran, la région de Pernik). Au recensement de 2011, le village serbe comptait 20 habitants.

## Démographie
| 1948 | 1953 | 1961 | 1971 | 1981 | 1991 | 2002 | 2011 |
| ---- | ---- | ---- | ---- | ---- | ---- | ---- | ---- |
| 286  | 270  | 146  | 75   | 36   | 28   | 19   | 20   |

|  |